# ViewSonic Corporation
ViewSonic je americko-tchajwanská společnost, která se zaměřuje na výrobu elektroniky a příslušenství k počítačům. Společnost založil James Chu roku 1987 jako Keypoint Technology Corporation a o 3 roky později došlo k přejmenována na ViewSonic.
Důvodem bylo představení nové řady barevných monitorů ViewSonic. Společnost zažila největší vrchol na přelomu výroby CRT a LCD monitorů. V dnešní době je ViewSonic hodně zaměřen na výrobu interaktivních displejů. ViewSonic patří mezi největší výrobce a mezi firmy s největším podílem na trhu interaktivních displejů.
Hlavním sídlem společnosti je Brea, Kalifornie, USA.
ViewSonic Corporation se skládá z ViewSonic America, ViewSonic Europe, ViewSonic Pacific Asia a ViewSonic China.

## Historie
- 1987 založení společnosti Keypoint Technology [1]
- 1990 zavedení řady barevných monitorů a následné přejmenování na ViewSonic [1]
- 1997 první LCD monitory [5]
- 1999 DLP projektory [5]
- 1998–2000 rozšíření do Evropy a Jižní Ameriky [2]
- 2002 ViewSonic se stává největší společností zaměřenou na počítačové obrazovky [2]
- 2008–2009 během krize byla společnost na pokraji kolapsu [2]
- 2017 uvedení interaktivního displeje ViewBoard [5]
- 2018 myViewBoard software pro lepší spolupráci s interaktivními tabulemi ViewBoard [6]
- 2019 herní monitory série Elite [7], 2022 série OMNI [8]

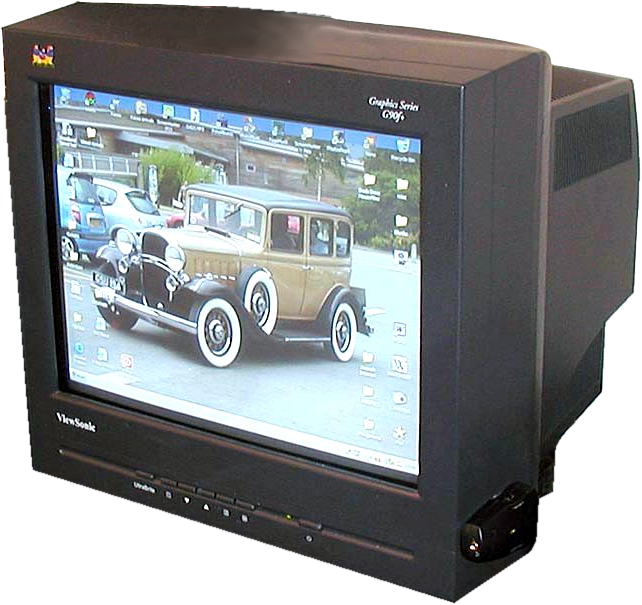
ViewSonic CRT monitor

## James Chu
James Chu je zakladatel ViewSonic Corporation. Chu je původem z Tchaj-wanu, narozen roku 1957.
Poté, co skončil na vysoké škole v prvním semestru, imigroval do USA roku 1986 a stal se zde distributorem elektroniky. V roce 1987 si vypůjčil peníze od své sestry a založil společnost Keypoint Technology Corporation, později přejmenované na ViewSonic.
"Založena v 1987, naše firma původně vyráběla monitory. Rozšířili jsme se na další produkty a získali nevídaný úspěch v korporátním, spotřebitelském a vzdělávacím segmentu. Jako odpověď na rychle se měnící prostředí, začali jsme přeměňovat naši společnost a vyvíjet řešení pomocí integrující HW, SW a služby. S vizí inspirovat svět, aby viděl rozdíl mezi obyčejností a neobyčejností, budeme pokračovat v bližším partnerství s průmyslem, abychom urychlili inovace a řešení pro problémy našich zákazníků," uvedl James Chu, CEO.

## Produkty

### LED monitory
Mezi produkty, které spadají pod LED monitory, patří monitory z herní série (viz níže), monitory ColorPro (viz níže). Dále produkty jako WorkPro, dotykové monitory, přenosné monitory nebo USB-C monitory.

#### WorkPro
- Monitory z řady WorkPro jsou zaměřené na podnikání a jsou speciálně vyvinuté tak, aby podporovali produktivitu. Toho je docíleno pomocí SW a HW inovací. Monitory lze nalézt pod zkratkou VG.[10]
- Příkladem je nový VG2756V-2K, VG2240 nebo VG2239Smh-2 a další.ViewSonic VG2230wm, 1680×1050, LCD monitor, výroba v roce 2011

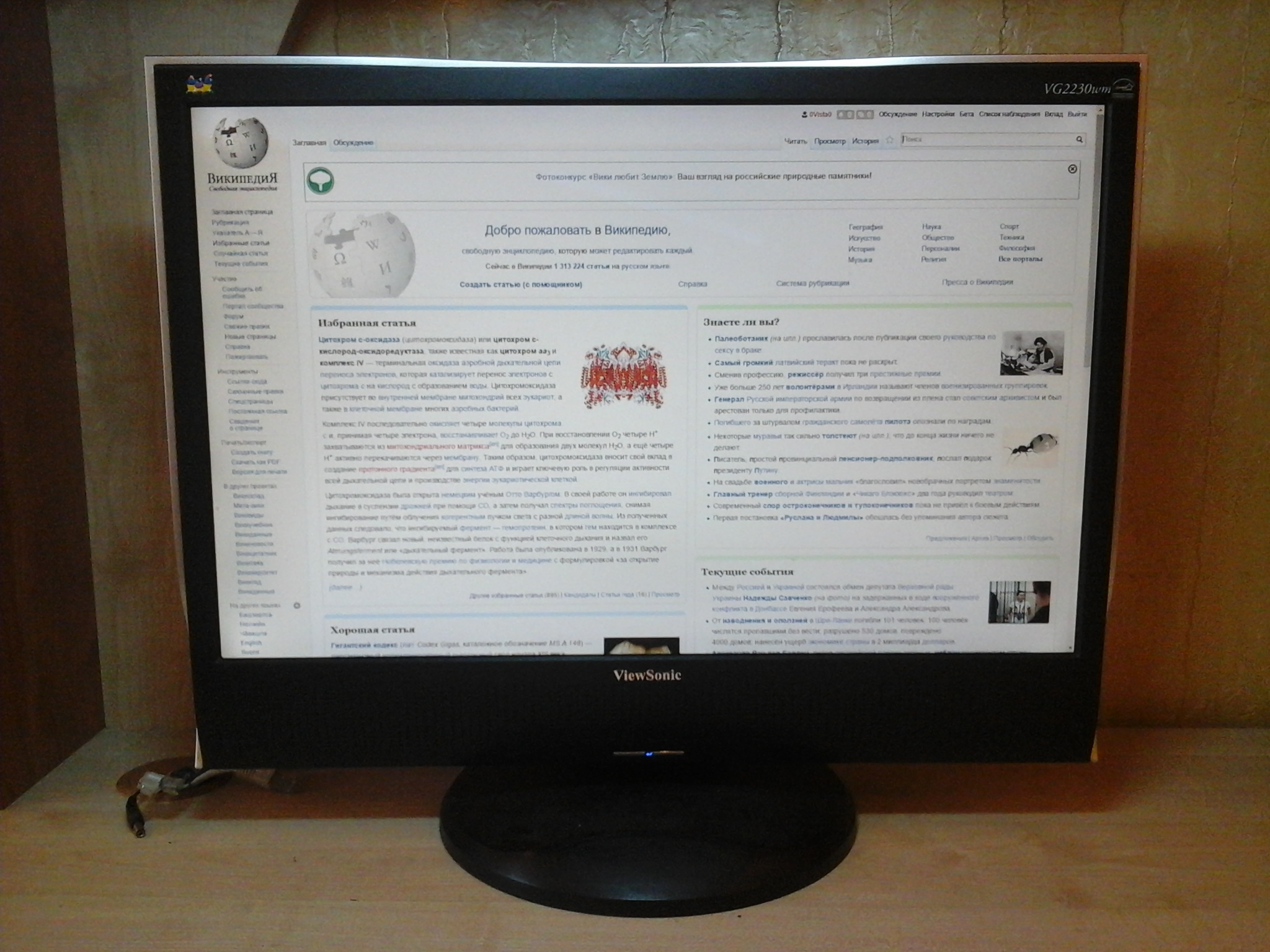
ViewSonic VG2230wm, 1680×1050, LCD monitor, výroba v roce 2011

#### Dotykové monitory
- Dotykové monitory ViewSonic vede pod zkratkou TD. K těmto monitorům je i dostupný SW pro uživatele MAC.[10]
- Ve svých dotykových monitorech ViewSonic využívá technologií rezistivních dotykových panelů, optických dotykových panelů a nebo kapacitních dotykových panelů.[11]
- Rezistivní technologie využívá více vrstev složených nad sebou, které se v místě kontaktu dotknou a vyvolají napětí, toto nám určuje souřadnice kontaktu.[12]
- Kapacitní dotykový panel je složen z dvou vrstev nad sebou nanesených na skle. V rozích jsou 4 elektrody na kterých je malé napětí, při dotyku plochy se zvětší odběr proudu z elektrod a tak dojde k zjištění pozice dotyku.[12]
- Optický dotykový panel využívá kamer, které stále snímají povrch displeje.[11]
- Příkladem je 24 palcový TD2430 nebo 22 palcový TD2210.

#### Přenosné monitory
- Jedná se o monitory, které jsou speciálně navržené tak, aby mohli být využitelné kdekoliv. Monitory využívají řešení plug-and-play. Jedná se o monitory, které mají 17 a méně palců společně s váhou do 1 kg.[13]
- ViewSonic nabízí VA1655, VX1755, TD1655 a TD1630-3 jako přenosné monitory.

#### USB-C monitory
- Do této sekce jsou řazeny dotykové monitory, které mají nové a moderní rozhraní USB-C.[14]
- ViewSonic zvolil tuto možnost připojení monitorů z důvodu jeho jednoduchosti, jediné co je potřeba je pouze jeden port USB-C. Tento port přenáší až 5 GB/s, což může dobře sloužit při přenosu mezi dalšími monitory, tablety nebo notebooky. USB-C zajišťuje jednoduchou kompatibilitu a nezaplňuje tolik prostoru.[14]
- Tato řada monitorů se poprvé objevila na trhu v roce 2019. Tato sekce nemá přímé označení, USB-C se vyskytuje mezi různými druhy monitorů, které ViewSonic poskytuje.[14]
- Příklady monitrů s USB-C portem jsou přenosné monitory VA1655 nebo VX1755, dále ColorPro monitory jako VP2776, VP3881a. Tento port také mají dotykové monitory jako TD1655 nebo i WorkPro monitory VG2455 nebo VG2456.

### Projektory
ViewSonic dělí své projektory do 4 kategorií - domácí kino, do třídy, pro veliké místnosti a konferenční místnosti - a dále podle 6 vlastností - 4K, vysoký jas, lamp-free, smart, laserové a přenosné. Projektory mají často ale i kombinací více těchto vlastností dohromady.

#### 4K
- 4K projektory využívají pokrokový DLP 4K Ultra čip s XPR technologií. Tyto projektory mají rozlišení 3820×2160 a nabízí 8,3 milionů pixelů.[16]
- Technologie interpolace snímků slouží k minimalizaci rozostření pohybu (motion blur).[16]
- Projektory využívají 125% Rec. 709 barevný gamut společně s HDR. Tedy tyto projektory využívají 125% přesahu barevného gamutu Rec. 125, který je standardem pro projektory a HD displeje. Rec. 125 byl vyvinut ITU-R.[16][17]
- ViewSonic nabízí například X10-4KE, který má 2400 LED lumenů, USB-C port, WiFi společně s bluetooth reproduktory, projektor také nabízí možnost spolupráce s Amazon Alexou nebo Google Assist.[18]

#### Vysoký jas
- V této kategorie nalezneme projektory, které mají velmi vysoké jednotky LED lumenů. ViewSonic zde nabízí projektory v této kategorie minimálně s 3100+ LED lumeny.
- Jedná se například o LS920WU, který nabízí 6000 ANSI lumenů při rozlišení WUXGA (1920×1200). Projektor má také 1,6 zoom a nebo 360° projekci.[19]

#### Lamp-free
- Jedná se o projektory, které nevyužívají lampu a tím pádem jí není nutné měnit. Lamp-free projektory také díky tomu nepotřebují čas na vychladnutí a mohou být využívané stále.[20]
- Tyto projektory využívají laserový fosforový zdroj světla.[20] Fosforový zdroj světla se více rozrostl po roce 2010, kdy LD fosfory jsou schopné vydržet více oproti LED. Dříve se toto již využívalo před příchodem LED a LD v katodových trubicích nebo plazmových obrazovkách, takže tato technologie byla již známá. Poté tedy došlo k rozrostení i do této oblasti.[21]
- Příkladem jsou projektory LS610WH, PG707W nebo PX701-4K a mnohem více.

#### Smart
- Tyto projektory mají smart funkce. ViewSonic zde nabízí využití společně s Amazon Alexou nebo Google Assistentem. Díky tomuto lze zapínat a vypínat projektor, měnit zdroje, zvuk a různá nastavení.[22]
- Projektory mají také integrovanou Smart TV, WiFi streamování skrze telefon.[22]
- ViewSonic má v nabídce X11-4K nebo M1MINIPLUS.

#### Laserové
- Stejně jako Lamp-free využívají laserové projektory fosforový zdroj světla. ViewSonic navrhl tyto projektory tak, že se velmi hodí do menších místností.[23]
- Projektory také využívají technologie SuperColor. Tato technologie poskytuje větší barevný rozsah než klasické DLP projektory.[24]
- LS850WU, LS625X nebo LS860WU jsou příklady ViewSonic projektorů.

#### Přenosné
- Jedná se o projektory, které mají zabudovanou baterii pro možnost přenosu projektorů. Baterie je schopná poskytnout několik hodin napájení. Tyto projektory také nabízejí 4K, Smart aplikace, WiFi a Bluetooth nebo hlasovou kontrolu.[25]
- M1-2, M1MINI nebo X10-4KE jsou příklady projektorů, které jsou také přenosné.

### Interaktivní displej ViewBoard
ViewSonic poprvé uvedl interaktivní displej ViewBoard v roce 2017. ViewBoardy jsou navržené s myšlenkou využití buď ve školském prostředí nebo ve firemním pracovním prostředí. ViewSonic se snažil ulehčit využívání těchto interaktivních displejů, využil proto podobného designu jako u moderních smartphonů, build-in aplikací nebo ovládání pomocí gest nebo přirozené psaní rukou.
ViewBoard využívá vlastního softwaru myViewBoard nebo vCast Sender pro bezdrátové zasílání a zobrazení dat, prezentací apod. Také lze využít klasické kabelové připojení skrze HDMI, USB-C a další.
ViewBoard také nabízí myViewBoard suite, který obsahuje více programů pro lepší práci s ViewBoardem.
Pro školství se snaží ViewBoard přivést peer-to-peer spojení mezi studentem a učitelem. K tomuto slouží jak hlasování, herně založené aktivity nebo SW pro sdílení aktivity. Tímto se snaží ViewBOard více podpořit učení, aktivity a udělat třídní hodinu více zajímavější a zábavnější. ViewSonic také nabízí profesionální schůze, které slouží k zacvičení užívání ViewBoard. Mezi produkty, které ViewSonic nabízí, patří například IFP6552-1C, IFP7552-1C nebo IFP8652-1C.
ViewSonic se také zaměřil na tvorbu ViewBoardů, které jsou více vhodné pro kancelářské využití, toto má sloužit firmám pro lepši propojení v práci, usnadnění brainstormingu a týmové práce. ViewSonic je certifikovaný OS Windows a přivádí lepší spolupráci s Office 365 nebo Teams. ViewSonic nabízí série IFP50, IFP52 nebo IFP62 a další.

### Komerční využití
ViewSonic také vyrábí displeje, kiosky, mediální přehrávače.
Kiosky využívají software myViewBoard, které jsou cloudově připojené na kiosek. Dále nabízí kiosky do kterých se dá připojit skrze telefony a tak je ovládat, toto můžu zároveň dělat více uživatelů jednoho kiosku.
Mediální přehrávače jsou optimalizované pro používání znakových aplikací. Přehrávače automaticky spustí předem nahraná a nastavená média.

### myViewBoard
MyViewBoard Suite je sada aplikací, které byly vyvinuty společností ViewSonic s cílem propojit jejich interaktivní displeje ViewBoard spolu s učiteli nebo pracovníky, tak aby mohli využít maximální potenciál, který ViewBoard poskytuje. MyViewBoard Suite obsahuje několik aplikací, kterými jsou Whiteboard, Classroom, Companion, Manager, Display, Insight, Sens, Record, Live a Originals.
Whiteboard slouží ať už k psaní, kreslení na ViewBoard, také ale i pro správu souborů. Dále lze skrze Whiteboard jednoduše nahrávat hodiny nebo je zpřístupnit pro ostatní studenty. Součástí Whiteboard je také nástroj pro čtení písma apod. Whiteboard lze využít jak na Windows, Android, iOS (připravované) nebo i online.
Classroom bylo vytvořena za účelem online výuky. Obsahuje jednoduchý třídní management, umožňuje komunikaci, jednosměrné učitelské streamování kamery, jednoduchý přesun nahraného studijního materiálu.
Companion slouží k přístupu skrze mobilní telefon.
Manager slouží k jednoduché správě všech zařízení v síti.
Display umožňuje zasílat z jakéhokoliv zařízení data do ViewBoardu.
Insight je analytický nástroj, který sleduju jak je ViewBoard využíván.
Sens slouží ke skenování celé třídy a sleduje mimiku žáků.
Originals je knihovna plná interaktivních médií, učitelského obsahu apod.

### Herní monitory Elite a OMNI
Herní monitory jsou tvořeny s vysokou obnovovací frekvencí, vysokým rozlišením, rychlou odezvou a synchronizačními technologiemi jako je AMD Freesync nebo NVIDIA G-Sync. Jedná se o technologie, které se využívají aby nedocházelo k trhání obrazu, nebo motion judder. Jde o to že dochází k variabilní změně obnovovací frekvence displeje a tedy je možnost aby nemuselo čekat na odezvu.
Elite je řada která byla uvedna v roce 2019. Řada OMNI je nově poskytována od roku 2022.
OMNI byla uvedena s monitorem VX2418C. Tento monitor má obnovovací frekvenci 165 Hz, 24 palců úhlopříčku, zakřivený, rozlišení 1920×1080 a technologii AMD Freesync.

### Monitory ColorPro
Tato řada monitorů je určena pro profesionální práce. Jedná se například o fotografy, umělce, tiskaře nebo kameramany.
Silnou stránkou těchto monitorů je jejich široké pokrytí barevného gamutu, přesné zobrazení barev a s tím spjatá také jejich samotná přesnost.
ViewSonic spolupracuje s mnoha lídry v tomto oboru. Příkladem je Adobe, Pantone, Blurb nebo X-rite.

## Novinky a ocenění

### Novinky
Dle zprávy za rok 2021 o udržitelnosti společnosti je obchodní růst pro interaktivní ploché panely 95%, zatímco celosvětový trh vzrostl pouze o 24 %. Nárůst myViewBoard uživatelů o 5 milionů v roce 2021.
ViewSonic také hlásí že všechny projektory vyrobené v roce 2021 úspěšně přešly na bezrtuťový zdroj světla. Také došlo k uvedení 5 nových druhů monitorů, které mají barvoslepé funkce, aby napomohli k lepšímu rozpoznávání barev u barvoslepých lidí.
ViewSonic ukázal 3D virtuální řešení pro učení na EDUtech Asia 2022.

### Ocenění
ViewSonic za dobu svého působení získal nespočet ocenění. Jedny z nejnovějších a nejvíce prestižních jsou uvedeny zde:
- EdTech Breakthrough udělil ViewSonicu ocenění Next-gen School Solution Provider of the Year 2022.[43]

- Monitor XG321UG ze série Elite získal ocenění Top Tech Award při CES 2022 konané v Las Vegas.[44]
- Ocenění Best Video Monitor získal ViewSonic ColorPro VP3881a od Technical Image Press Association (TIPA) pro rok 2022.[45]
- IfDesign uvedl projektor M1 jako nejlépe designově zpracovaný v roce 2018.[46]
- Videomaker uvedl monitor VP2768-4K jako nejlepší uvedený na CES 2018.[47]
- ViewBoard získal od AV Technology ocenění "Best of Show" z InfoComm International 2017.[48]
- V roce 2012 získal ViewSonic s all-in-one monitorem VSD220 ocenění za nejlepší v kategorii.[49]